# 11-M: La novela gráfica
11-M: La novela gráfica és una novel·la gràfica dels autors de còmic catalans Pepe Gálvez, Antoni Guiral, Joan Mundet i Francis González sobre l'atemptat de Madrid de l'11 de març de 2004. Fou editada per Panini el 22 de maig de 2009. Està inspirada en The 9/11 report: a graphic adaptation de Sid Jacobson i Ernie Colón, sobre els atemptats de l'11 de setembre de 2001.
Els autors manifesten fugir de "qualsevol acostament morbós" i que pretenen "mostrar el drama humà" de l'atemptat. En començar hi ha els noms de les 191 víctimes ocupant dues pàgines de l'àlbum. És prologat per Pilar Manjón Gutiérrez, presidenta aleshores de l'Associació 11-M Afectats del Terrorisme i mare d'una de les víctimes, on manifesta:
| « | Molts s'han baixat dels trens, però milions més segueixen cada dia acompanyant-nos i un còmic com aquest és una abraçada solidària per al record | » |

La portada del llibre ostra desenes d'espelmes col·locades en una andana en homenatge a les víctimes, sota una pancarta en la qual es llegeix un missatge de solidaritat: En aquests trens anàvem tots! Sempre estareu en la nostra memòria.

## Arguments
La trama de la novel·la recull una part de la sentència de l'11-M, concretament la que estableix els fets des de la preparació de l'atemptat fins a la detenció dels encausats i el seu posterior judici. Comença a les portes de l'Audiència Nacional el dia de la lectura de la sentència. Els autors exposen detalladament en estricte ordre cronològic els fets establerts a la sentència, introduint flaix-bacs amb detalls argumentals i alguns personatges ficticis per desenvolupar una estructura dramatitzada que permet exposar els sentiments dels afectats pels fets. Així és fictici Paco, un periodista d'un mitjà digital, intenta obtenir més dades sobre els atemptats gràcies a una font, el policia Modesto (també fictici). Quan s'assabenta de la intenció per part de les víctimes de crear associacions, contacta amb Rocío, tia d'un dels morts.
La història conclou amb una notícia de l'Agència EFE sobre la sentència del Tribunal Suprem d'Espanya que el juliol de 2008 va tancar pràcticament el procés judicial de l'11-M, i recull les declaracions que van efectuar en les hores posteriors als atemptats polítics com José María Aznar, Ángel Acebes, Arnaldo Otegi i Alfredo Pérez Rubalcaba.

## Producció
Quan el 31 d'octubre de 2007 el jutge de l'Audiència Nacional Javier Gómez Bermúdez va dictar sentència, es va fer públic un sumari de 700 folis que provava l'autoria de l'atemptat per part d'islamistes radicals vinculats a Al Qaeda, desprestigiant totes les teories conspiranoïdes sobre l'atemptat.
L'editorial Panini, després de l'èxit de The 9/11 report: a graphic adaptation als Estats Units, va pensar que el còmic seria una bona manera d'acostar-se als fets. Va encarregar el guió a Antoni Guiral Conti, qui alhora ho va fer amb Pepe Gálvez. Posteriorment es van posar en contacte amb Joan Mundet, que va accedir a ser el dibuixant de la història.
La idea d'utilitzar la pròpia sentència com a fil conductor es deu a la intenció de fer accessible un tema complex per al gran públic i mostrar els fets provats amb el judici.